# جون غرين (لاعب كريكت بريطاني)
جون غرين (31 ديسمبر 1896 - 25 أكتوبر 1960) (بالإنجليزية: John Green)‏ هو لاعب كريكت بريطاني (وحمل سابقاً جنسية المملكة المتحدة لبريطانيا العظمى وأيرلندا).